# Callibracon kurentzovi
Callibracon kurentzovi är en stekelart som först beskrevs av Sergey A. Belokobylskij 1986.  Callibracon kurentzovi ingår i släktet Callibracon och familjen bracksteklar. Inga underarter finns listade.